# Páramomarktyrann

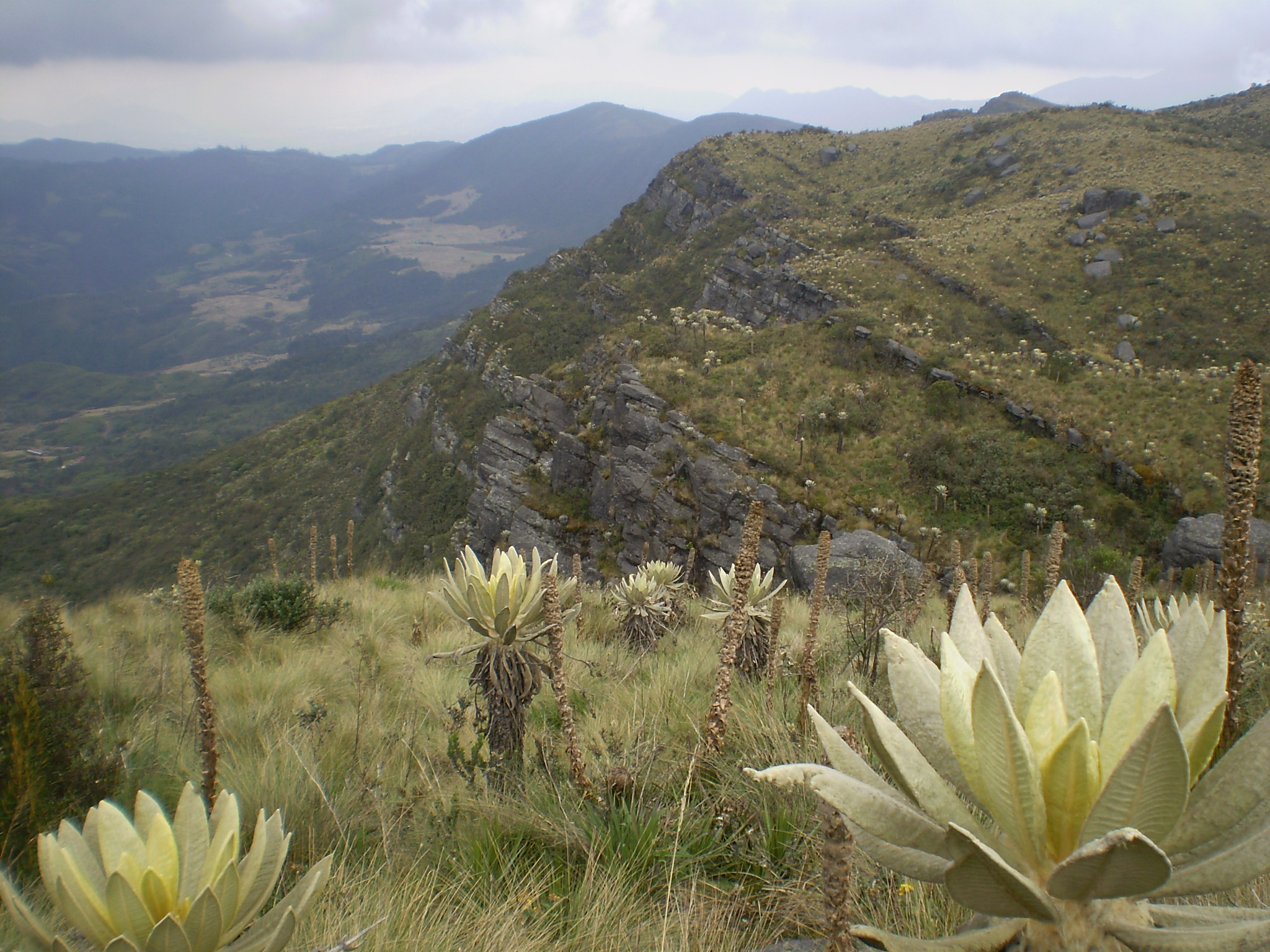
Fågeln har fått sitt namn av vegetationstypen páramo som hittas över trädgränsen i Anderna i norra Sydamerika och angränsande Centralamerika.

Páramomarktyrann (Muscisaxicola alpinus) är en fågel i familjen tyranner inom ordningen tättingar.

## Utseende
Páramomarktyrannen är en smutsfärgad marklevande flugsnapparliknande fågel. Ovansidan är brun, undersidan vit och på huvudet syns ett vitt ögonbrynsstreck. Hjässan kan ha en brun nyans, men aldrig tydligt kastanjebrun likt andra marktyranner.

## Utbredning och systematik
Páramomarktyrann delas in i tre underarter:
- Muscisaxicola alpinus columbianus – förekommer i centrala Anderna i Colombia (Nevado del Ruiz i Cauca)
- Muscisaxicola alpinus quesadae – förekommer i östra Anderna i Colombia (Boyacá och Cundinamarca)
- Muscisaxicola alpinus alpinus – förekommer i páramo i Ecuador

## Levnadssätt
Páramomarktyrannen hittas endast mycket högt upp i Anderna, i öppna områden. Där ses den stå upprätt på marken eller på en låg utkikspunkt, upprepat knixande på vingar och stjärt, innan den plötsligt gör utfall efter insekter och andra smådjur.

## Status
Arten har ett begränsat utbredningsområde, men beståndet anses vara stabilt. IUCN kategoriserar arten som livskraftig.

## Namn
Början av namnet kommer från vegetationstypen Páramo.